# Eremin, Gennady Viktorovich
Gennady Viktorovich Eremin (G.V. Eremin) (nacido el 25 de mayo de 1932 en Moscú) es un científico soviético y ruso en el campo de la biología, la genética y la selección de cultivos de frutas y bayas. Académico de la Academia de Ciencias de Rusia (2013), Academia de Ciencias Agrícolas de Rusia (2001, miembro correspondiente desde 1993), Doctor en Ciencias Agrícolas (1973), profesor (1984). Casi todas sus actividades están relacionadas con la Estación Experimental de Mejoramiento de Crimea del Instituto Panruso de Cultivo de Plantas que lleva el nombre de N.I. Vavilov , donde trabaja desde 1955, también profesor de la Universidad Agraria Estatal de Kuban . Dos veces ganador del Premio de Administración del Territorio de Krasnodar en el campo de la ciencia (2009, 2011). Científico de Honor de Rusia (1989) y Kuban (2000).

## Biografía
Nacido y criado en Moscú. Graduado de la Academia Agrícola de Moscú K. A. Timiryazeva (1955). Desde el mismo año, trabaja en la Estación Experimental de Mejoramiento (OSS) de Crimea del Instituto Panruso de Cultivo de Plantas que lleva el nombre de N.I Vavilov (la OSS de Crimea ha estado en el sistema de este instituto desde 1958 con una interrupción desde 2006 hasta 2014, cuando era una división del Instituto Zonal de Investigación Científica de Horticultura y Viticultura del Cáucaso Norte, SKZNIISiV), donde completó su pasantía de diploma y donde Pasó de investigador junior a director (1968-2001), entre los que fue segundo. Subdirector de la estación de trabajos científicos, desde 1964 - jefe del departamento de recursos genéticos y selección de cultivos de frutas y bayas. Desde 1983 trabaja a tiempo parcial en el Departamento de Fruticultura de la Universidad Agraria Estatal de Kuban. Miembro de consejos académicos especializados de esta universidad y SKZNIISiV. Participante de más de veinte expediciones en Rusia y en el extranjero. Bajo su dirección se formaron 6 médicos y 35 candidatos a ciencias. Desde 1955 vive y trabaja en Kuban.
Miembro del consejo editorial de la revista “Jardinería y Viticultura”. Académico honorario de la Academia de Ciencias de Abjasia , Académico de la Academia Rusa de Ciencias Naturales. Como se indica en el sitio web de RAS: “Bajo el liderazgo de "G.V. Eremin", se formó el mayor acervo genético de cultivos de frutas de hueso del país en la OSS de Crimea”.
Publicó alrededor de 600 artículos científicos, 33 monografías y 3 libros de texto para universidades (en particular, “Ciencia de mejoramiento y cultivo de cultivos frutales”, 1993). Autor de 112 (de las cuales 68 zonificadas) variedades de frutales de hueso, fresas y portainjertos clonales.

## Publicaciones principales
- "Косточковые культуры. Выращивание на клоновых подвоях и собственных корнях. Ростов н/Д., 2000. 256 с." - Cultivos de frutales de hueso. Crecimiento sobre portainjertos clonales y raíces propias. Rostov s/f., 2000. 256 p.
- "Общая и частная селекция и сортоведение плодовых и яг. культур. М.: Мир, 2004. 422 с." - Selección e investigación de variedades generales y privadas de frutas y bayas. cultivos M.: Mir, 2004. 422 p.
- "Физиологические особенности формирования адаптивности, продуктивности и качества плодов у косточковых культур в Предгорной зоне Северо-Западного Кавказа. Майкоп: Адыг. респ. кн. изд-во, 2008. 210 с."- Características fisiológicas de la formación de adaptabilidad, productividad y calidad del fruto en cultivos de frutas de hueso en la zona de las estribaciones del Cáucaso noroccidental. Maikop: Adyg. reps. libro editorial, 2008. 210 p.* Kubansad.ru/content/krymskaya-opytno-selekcionnaya-stanciya-koss